# Carduelis citrinella

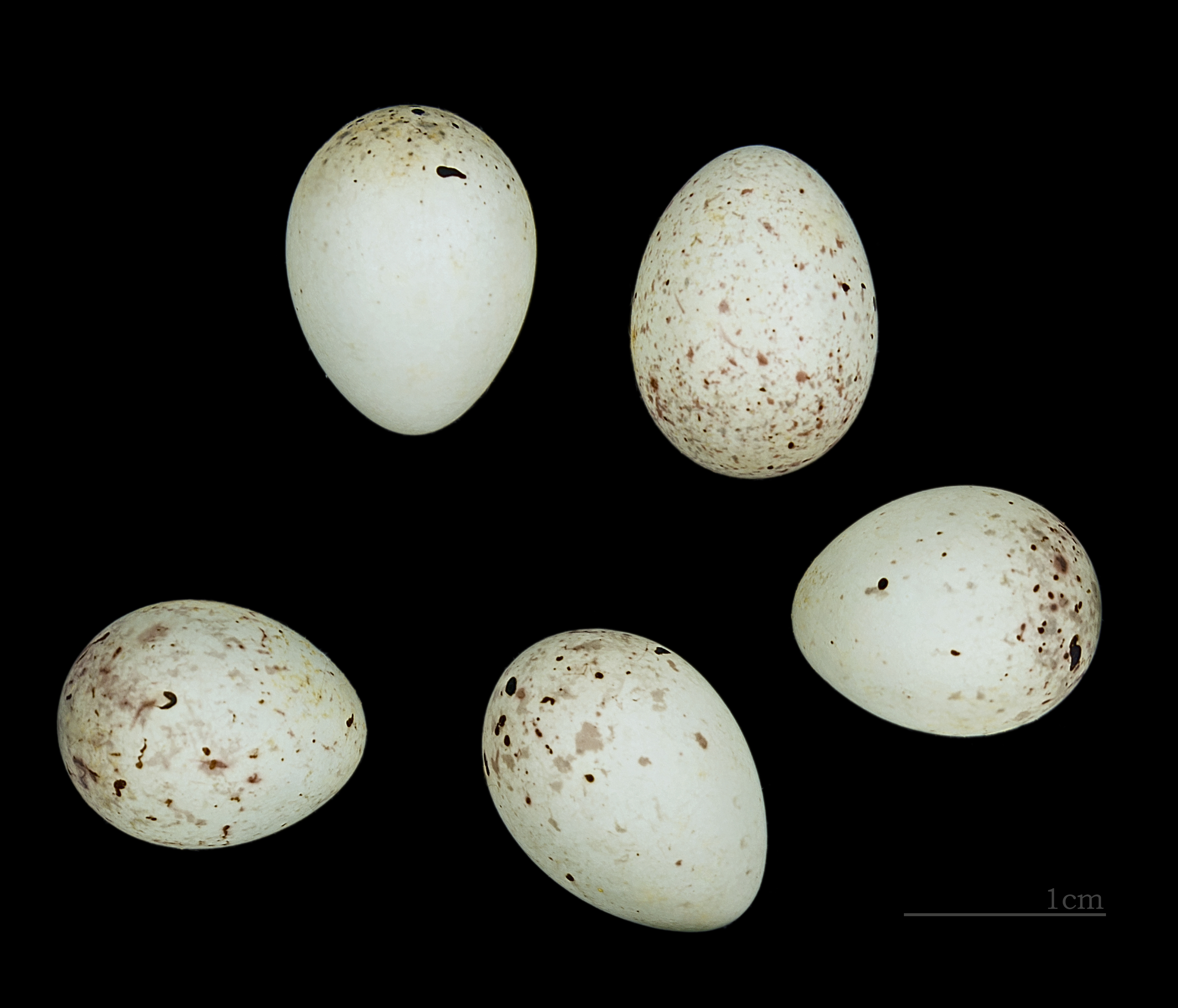
Huevos de Carduelis citrinella

El verderón serrano  (antes Serinus citrinella y ahora Carduelis citrinella) es una especie de ave paseriforme de la familia de los fringílidos (Fringillidae), que se distribuye por las montañas de la Europa central y meridional. Está ligeramente amenazada por la destrucción de su hábitat y su recolección y su población mundial se cifra entre 475.000 y 600.000 ejemplares.

## Taxonomía
Inicialmente atribuido al género Serinus pero posteriormente se propuso su traslado, sobre la base de estudios de filogenia molecular, a Carduelis. Todavía los diferentes autores no están de acuerdo sobre en que género debe ubicarse. Serinus corsicanus o Carduelis corsicana, que se distribuye por Córcega y Cerdeña era antes considerada parte de esta especie.

## Descripción
El macho en verano, de color verde amarillento en el pecho, posee  un dorso verde de tonalidad más apagada. Su tamaño, pequeño, es de aproximadamente 12 cm de longitud, 19 de envergadura y pesa en torno a 14 g.
Se trata de un ave gregaria, que aparece frecuentemente en el suelo o en árboles, alimentándose de semillas. Su vuelo, ligero y rápido, posee ondulaciones vigorosas. Nidifica de mayo a julio poniendo 4 huevos en una o dos nidadas. El nido está tapizado de hierba y pelusa vegetal. Su distribución es europea (norte de España, sur de Francia y Alpes). Muestra preferencia por los bosques de montaña, especialmente de hayas, pinos y abetos.